# Handlirschiina
Sous-tribu
Les Handlirschiina sont une sous-tribu d'insectes hyménoptères de la famille des Crabronidae.

## Liste des genres
Selon Catalogue of Life (12 juillet 2025) :
- Handlirschia Kohl, 1897
- Pterygorytes R. Bohart, 1967